# مارسل مران
مارسل مران (فرانسوی: Marcel Meran‎) قایقران قایق بادبانی اهل فرانسه بود.